# Ито, Тоёо
Тоёо Ито (яп. 伊東豊雄 Ито: Тоёо, род. 1 июня 1941 года, Кэйдзё) — японский архитектор.

## Жизнь и творчество
В 1965 году Тоёо Ито окончил Токийский университет, где он изучал архитектуру. В 1965—1969 годах Тоёо Ито работал в архитектурном бюро «Kiyonori Kikutake Architect and Associate». В 1971 году он открыл в Токио собственное бюро под названием «Urban Robot», в 1979 году переименованное в «Toyo Ito & Associates Architects».
Поначалу Тоёо Ито преимущественно разрабатывал проекты домов по частным заказам. К нему пришла известность благодаря его креативному мастерству соединять представления о физическом и виртуальном мирах. Своим проектом "Pao for the Tokyo Nomad Girl" Ито создаёт архитектурную композицию, отражающую ойкумену современного обитателя урбанистского сообщества. Его сооружения Башня ветров и Яйцо ветров (1991) являются знаковыми образцами городской архитектуры, позволяющими проследить возможное развитие технологий архитектуры будущего. Тоёо Ито был учителем для некоторых представителей более молодого поколения японских архитекторов, в том числе Кадзуё Сэдзима.
Последние работы Тоёо Ито выполнены в постмодернистском стиле. Мастер находится в постоянном поиске новых форм архитектурного самовыражения. 
Тоёо Ито работал профессором в университете Токё Ёси Дайгаку, Лондонском университете, Колумбийском университете и токийском университете искусств Тама.

## Выставки
В 1991 году Тоёо Ито представил 130 своих видеопроектов на выставке в лондонском музее Виктории и Альберта, позволившие зрителям представить авторскую концепцию городского мира Токио как "Vision of Japan". Подобный же принцип использует он в 2000 году на выставке под названием "Vision and reality" (Фантазия и реальность) в музее изящных искусств Луизианы. Серия его выставок под названием "Blurring Architecture" (Размытая архитектура) прошла в таких городах, как Ахен, Токио, Антверпен, Окленд и Веллингтон. Подобная выставка также прошла в 2001 году в помещениях "Базилика Палладиана" в Виченце.
Тоёо Ито также разработал и осуществил проект выставки "Берлин/Токио — Токио/Берлин 2006", прошедшей в берлинской Новой национальной галерее. В 2008 году в Тайбэе прошла обширная ретроспектива работ архитектора, центром которой были три здания, возведённые по его проектам в столице Тайваня к этому времени.

## Проекты (избранное)
- 1991: Городской музей Яцусиро
- 1994: Детский сад 117, Франкфурт-на-Майне
- 2001: Медиатека, Сэндай
- 2002: Павильон для галереи Серпентайн в Гайд-парке, Лондон
- 2002: Павильон в Брюгге
- 2004: Здание "TOD’s Omotesandō biru", Токио
- 2006: Виво-сити, Сингапур
- 2009: Отель "Порта-Фира", Барселона

Начиная с сентября 2006 года Тоёо Ито разрабатывает проект для новых зданий — для музея искусств Беркли и архива студии "Пасифик фильм" (Калифорния). Это первый проект Ито на территории США. Также он возводит три новых постройки на Тайване (оперу в Тайчжуне, стадион в Гаосюне и университетское здание в Тайбэе).

## Премии
Тоёо Ито — лауреат многих престижных архитектурных премий, в том числе:
- золотой медали Гран-При IAA 'interach ‘97' в Софии
- премии памяти Арнольда У. Бруннера американской Академии искусств (1998)
- золотой премии Японской академии дизайна (2001)
- золотой медали Королевского института британских архитекторов (2005)
- Притцкеровская премии (2013)[3]

## Галерея

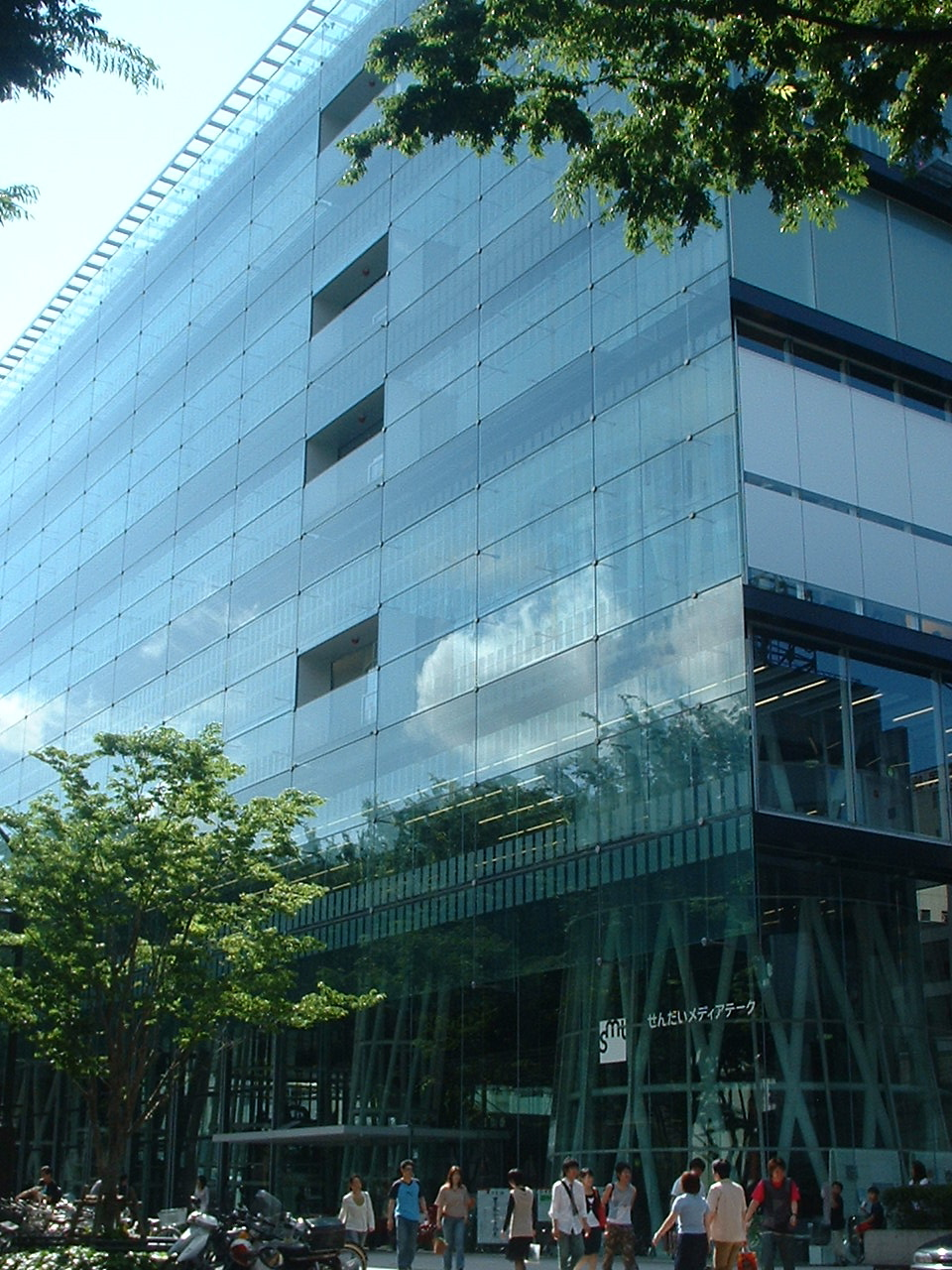
Медиатека, Сэндай (2001)
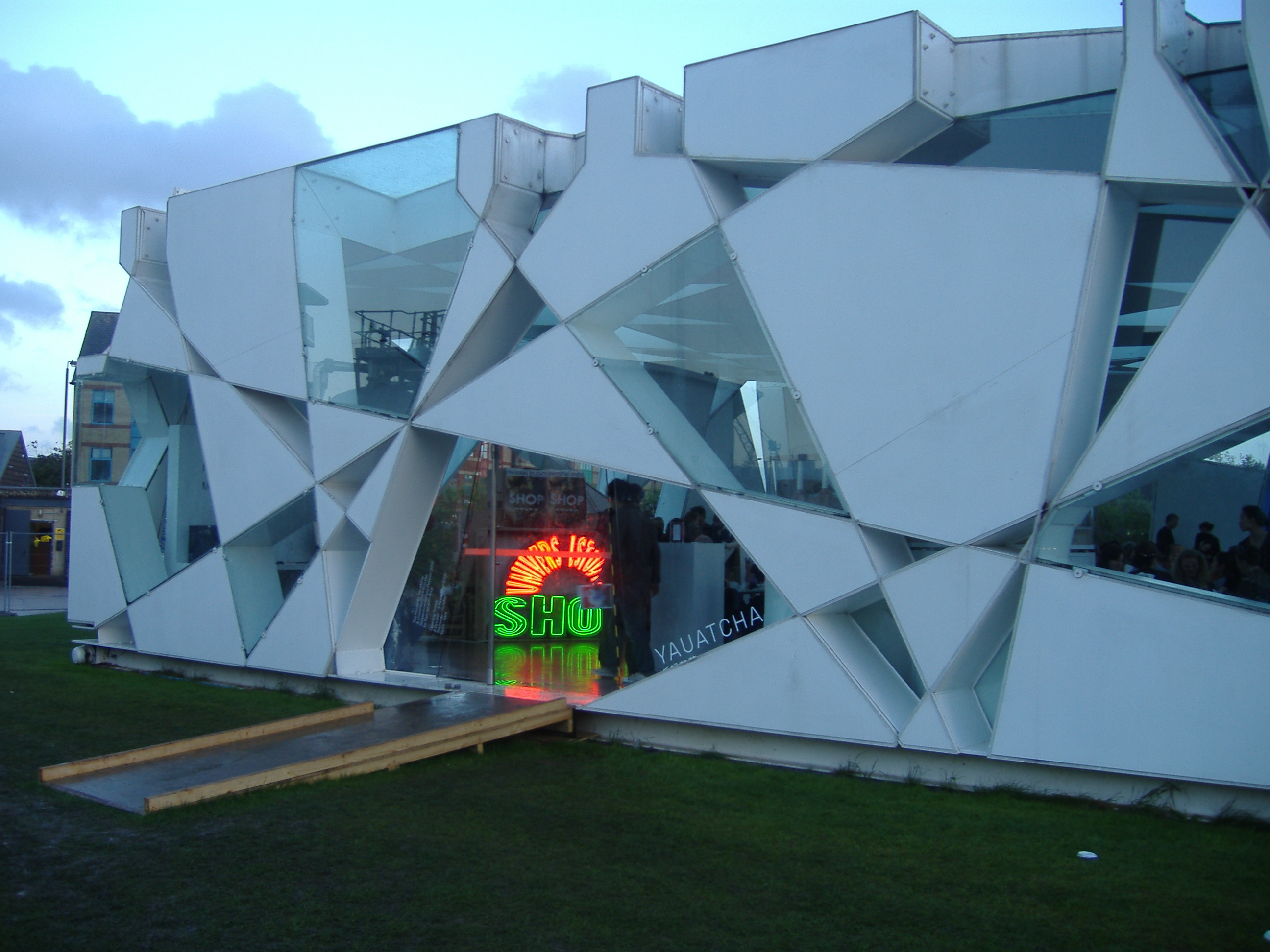
Павильон галереи Серпентайн, Лондон (2002)
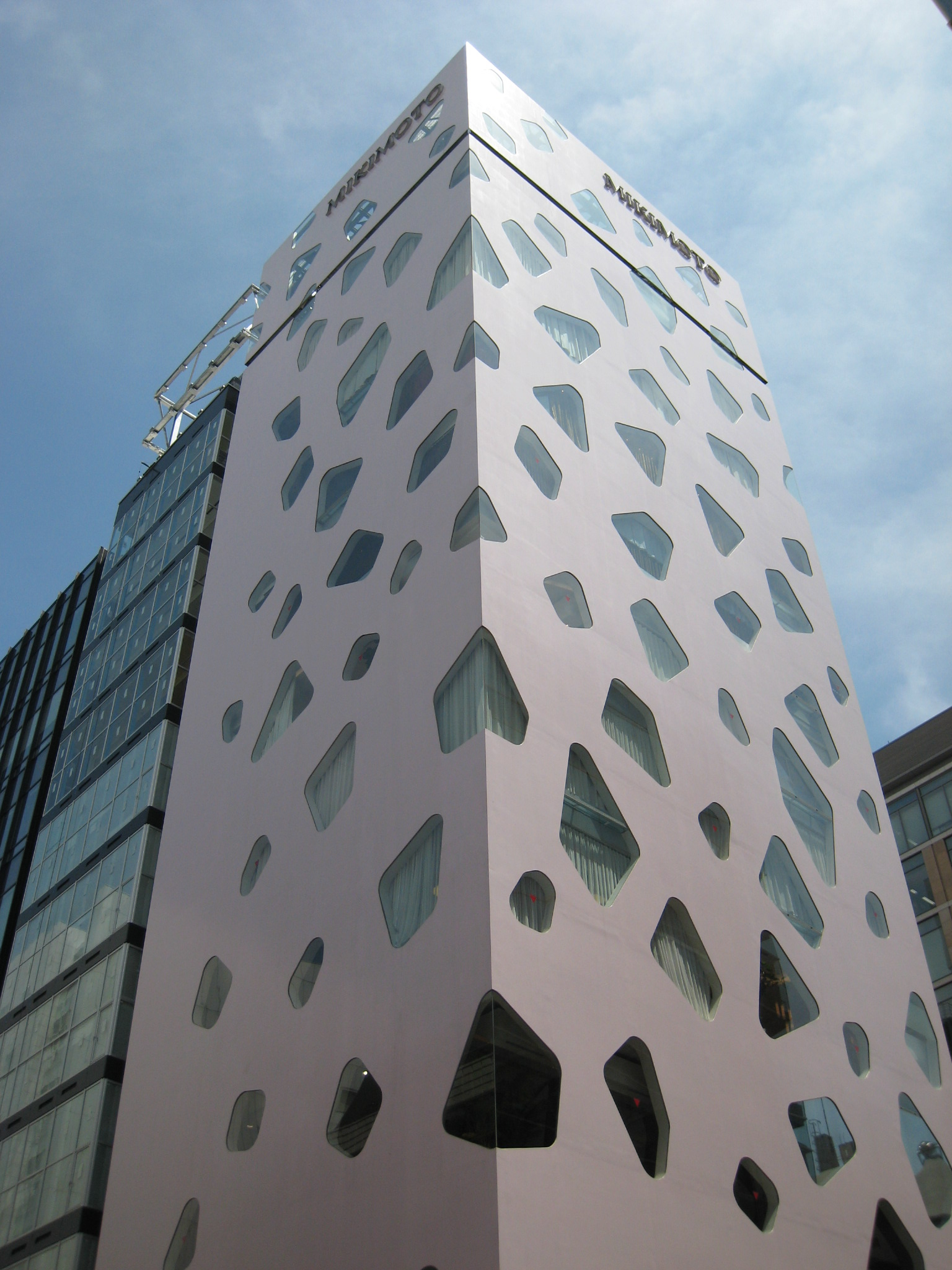
Микимото. Гиндза, Токио (2005)
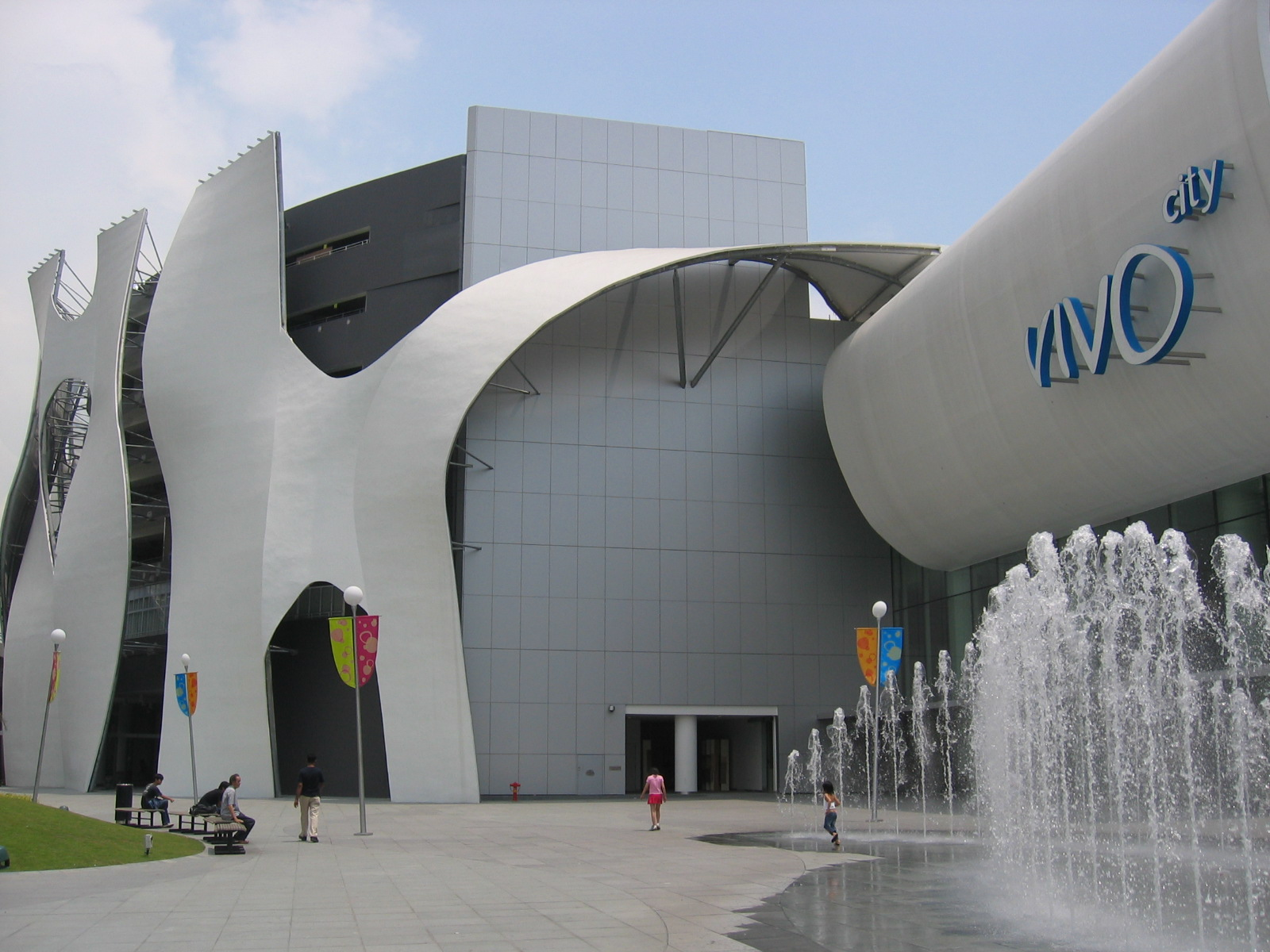
Виво-сити, Сингапур (2006)
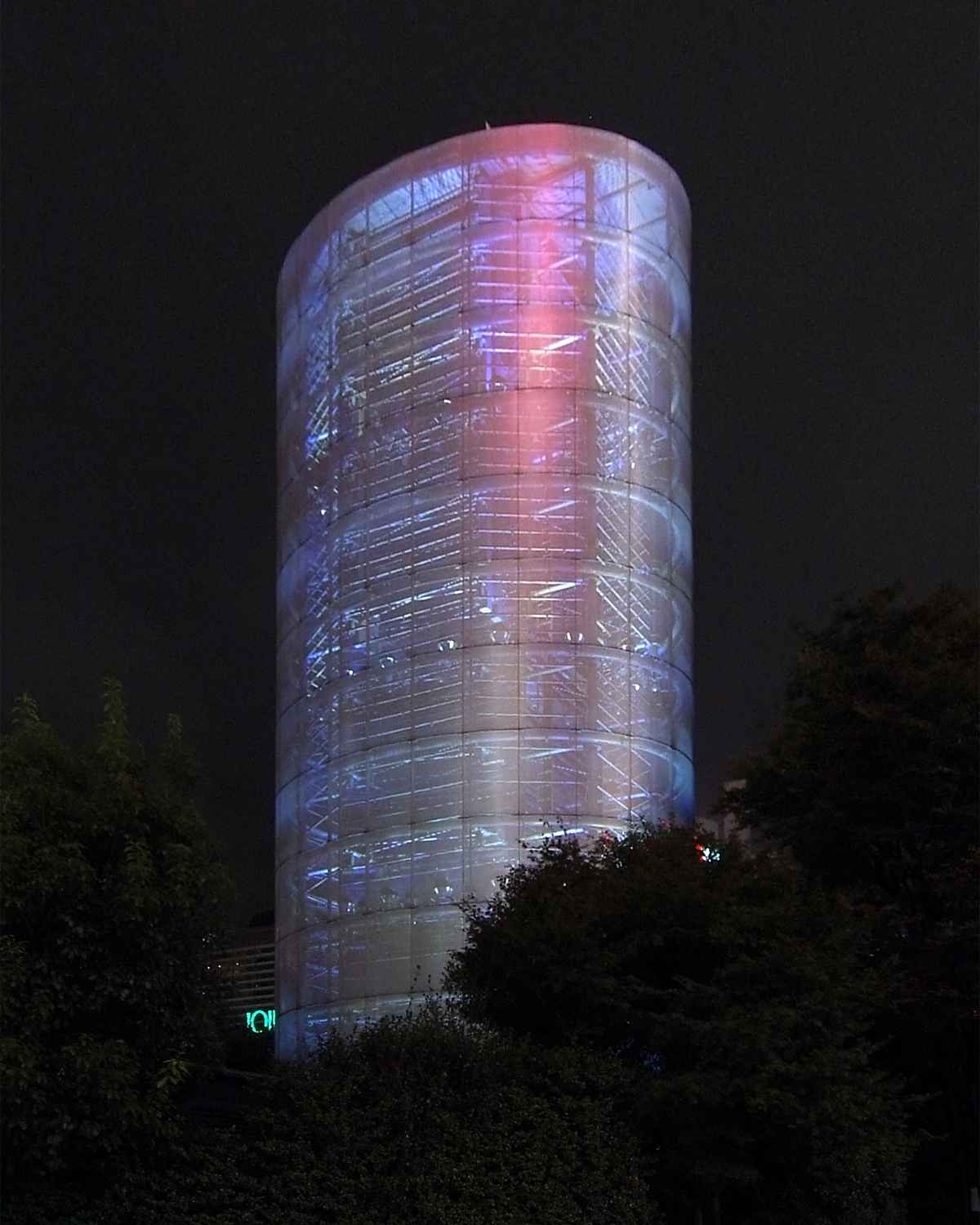
Башня ветров, Ёкояма (1986)
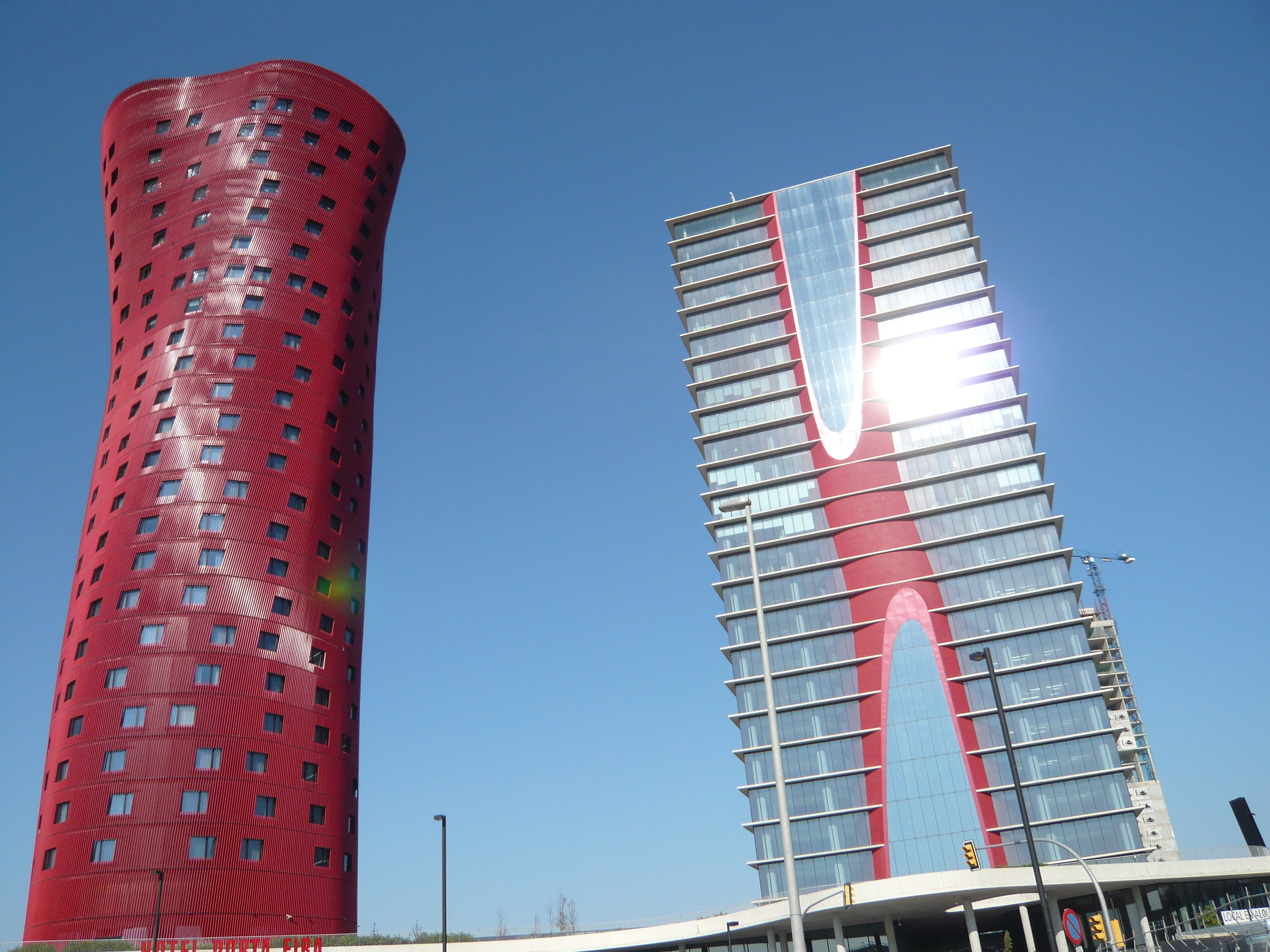
Отель Порта-Фира и Башня Реалия БСН, Оспиталет-де-Льобрегат, Барселона (2009)
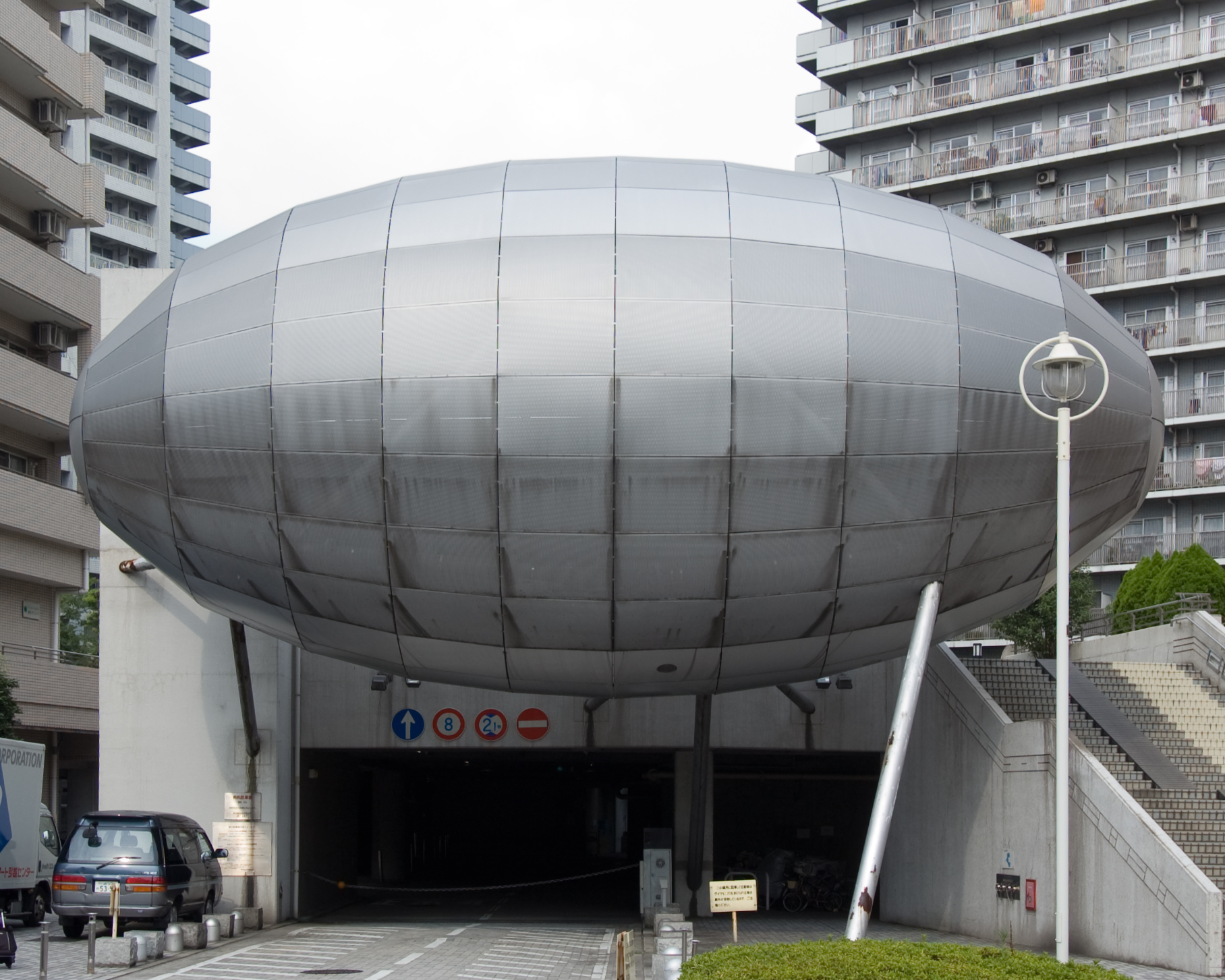
Яйцо ветров
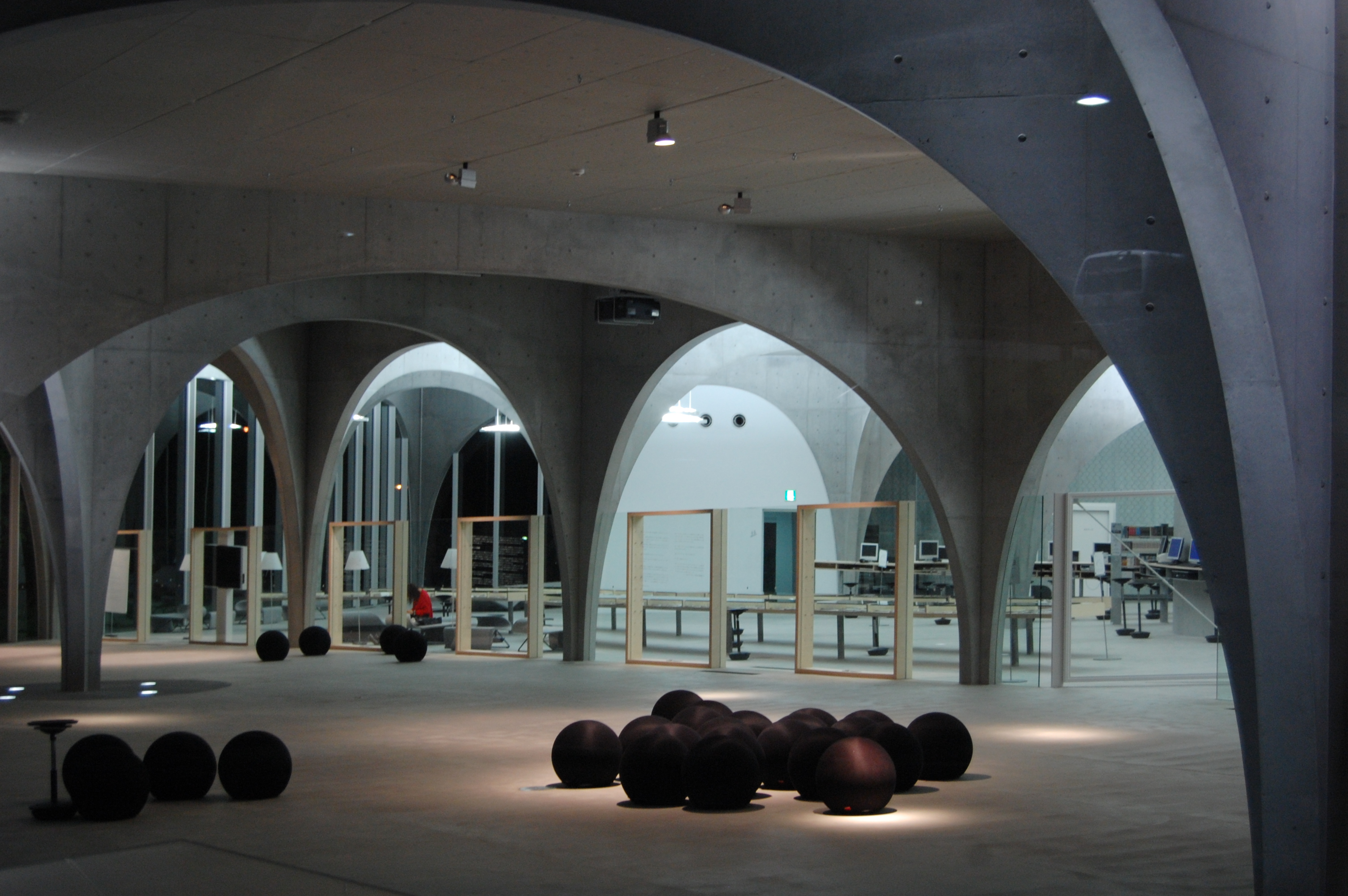
Библиотека университета искусств Тама, Токио
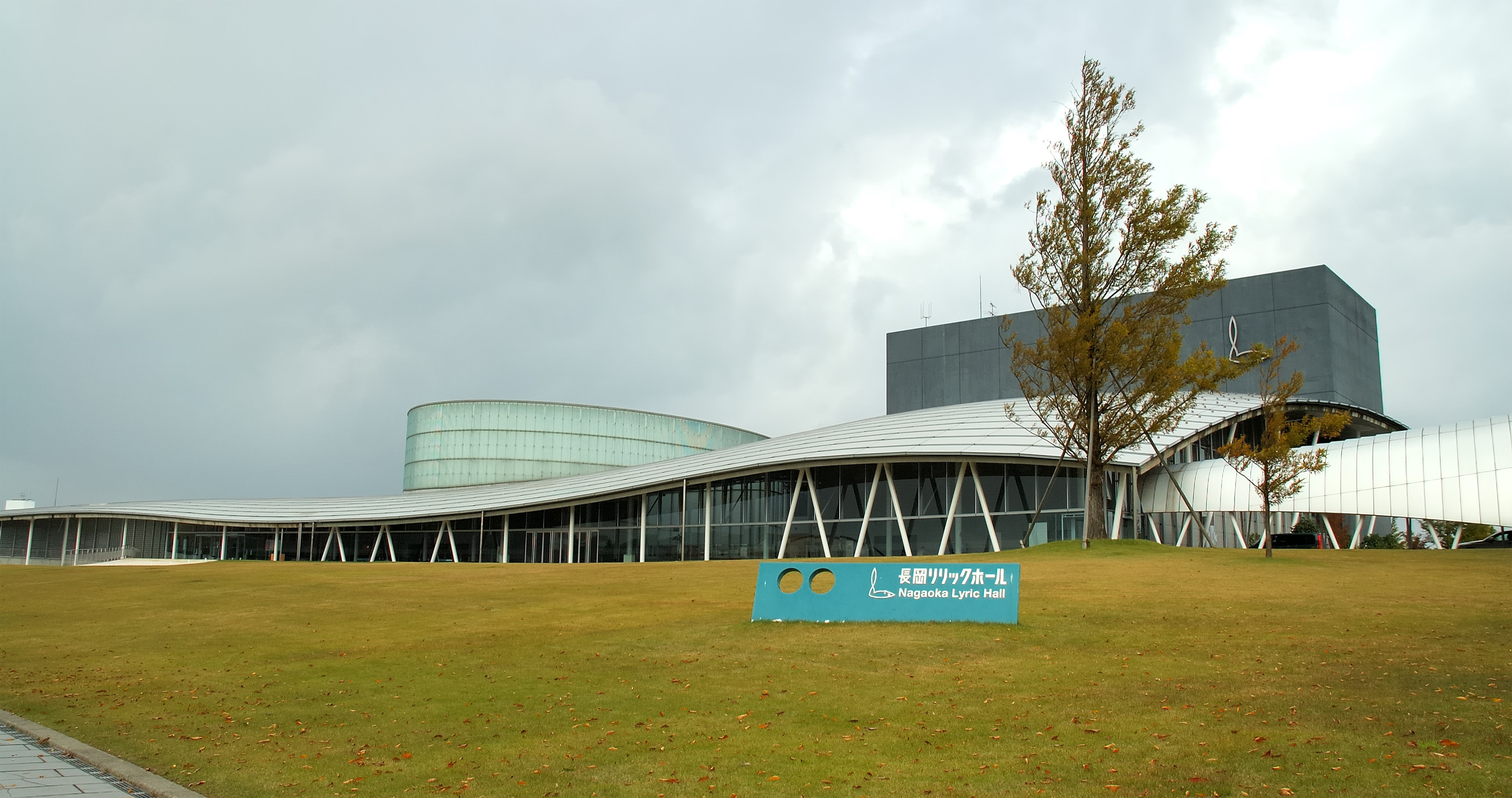
Зал лирики, Нагаока